# Mark Fettes
Mark Fettes (21 de juny de 1961) és un esperantista i professor de ciències de l'educació. Des de 2013 és el president de l'Associació Mundial d'Esperanto (UEA).

## Biografia
Mark Fettes va néixer als Estats Units de pares anglosaxons. Als deu anys va emigrar amb la família a Nova Zelanda. Allà va aprendre esperanto als catorze anys gràcies al seu tiet Christopher Fettes. Posteriorment, va estudiar a la Universitat de Cambridge i es va diplomar en ciències naturals. El 1986 va escriure una tesi de màster sobre genètica molecular, però va decidir abandonar el doctorat i concentrar-se en la seva dimensió esperantista.
Entre 1986 i 1992 va treballar a l'oficina central d'UEA com a editor de la revista mensual Esperanto. El 1991 va guanyar un premi internacional per l'assaig "Quina llengua per Europa?". El 1994 va esdevenir secretari general de l'organització esperantista, després de la dimissió de l'esperantista britànic Ian Jackson. Al 81è Congrés Mundial a Praga va proposar el Manifest de Praga, un document multilingüe que emfasitza comunicació democràtica, els drets lingüístics, la preservació de la diversitat lingüística i l'ensenyament eficaç de les llengües. Fettes també va organitzar el primer simposi Nitobe, com a homenatge a l'educador i diplomàtic japonès Inazō Nitobe. Entre 1992 i 1995 va publicar una columna mensual a la revista Monato: La monda vilaĝo ("El poble global"). El 1995 any va començar a treballar amb la Esperantic Studies Foundation, esdevenint el seu primer director-general l'any 2000. L'abril de 2001 va organitzar un seminari sobre esperanto i educació a Arlington, dirigit a la creació de dos projectes educatius digitals: edukado.net i lernu.net. L'any 2000 va defensar una tesi doctoral en ciències de l'educació a Toronto i es va traslladar a Vancouver, treballant primer com a investigador postdoctoral a la Universitat Simon Fraser i després com a professor de la facultat d'educació de la mateixa universitat. El 2003 va rebre una beca de recerca d'un milió de dòlars per estudiar l'educació dels infants indígenes. El 2010, juntament amb un col·lega, va compartir un segona beca de recerca d'un milió de dòlars per desenvolupar una escola primària centrada en l'educació mediambiental a la ciutat de Maple Ridge.
El 2013 durant el 98è Congrés Mundial d'esperanto a Reykjavík, Fettes va ser elegit president d'UEA. El mateix any va ser escollir Esperantista de l'Any per la revista La Ondo de Esperanto.